# Liang Xin
Liang Xin (梁馨S, Liáng XīnP; Pechino, 7 marzo 1975) è un'ex cestista cinese.

## Carriera
Con la Cina ha disputato i Giochi olimpici di Atlanta 1996 e due edizioni dei Campionati del mondo (1994, 1998).